# زمزم (جازان)
قرية زمزم، إحدى قرى منطقة جازان وهي قرية سكنية تابعة لبلدية محافظة صامطة جنوب غرب المملكة العربية السعودية، تبعد أكثر من 50 كم باتجاه الجنوب من مدينة صامطة.

## الموقع
تقع قرية زمزم جنوب غرب المملكة قرب الحدود اليمنية السعودية حيث تبعد عن الحدود حوالي 8 كم من الجهة الجنوبية وتطل القرية على وادي ابن عبدالله الذي يمر شمال القرية، كما تبعد حوالي 90 كيلومترا بالاتجاه الجنوبي الشرقي من مدينة جازان، وهي تقع عند خط طول 42 درجة وخط العرض 16 درجة، كما وتبعد حوالي 2 كيلو متر أيضاً عن مركزها قرية المواسم التي تقع إلى الجنوب الغربي من القرية. من أبزر القبائل التي تسكن هذه القرية هي قبيلة بني العاتي وأقدم من سكن هذه المنطقة ، وهي الاكثر عددا ، بالإضافة الى اخرى كقبيلة بني العواجي وآل مرير .

## انظر ايضاً
- المصليبه
- الكدمي
- ناصر

## وصلات خارجية
- بيانات المجلس البلدي من الأمانة العامة لشؤون المجالس البلدية.
- حصر الخدمات بالمدن والقرى بمنطقة جازان. نسخة محفوظة 25 يناير 2020 على موقع واي باك مشين.
- دليل الخدمات بمنطقة جازان.
- مصلحة الإحصاءات العامة والمعلومات.